# Louis Baes (ingenieur)
Louis Charles Baes (Brussel, 5 december 1883 – Elsene, Brussel, 29 oktober 1961) was een Belgisch ingenieur.
Hij was een zoon van architect Jean Baes, was burgerlijk ingenieur en gaf les aan het polytechnicum van de Université libre de Bruxelles (1906-54) en aan de Brusselse academie, waar hij de vakken grafostatiek en constructie doceerde (1913-54).
Gepromoveerd tot burgerlijk ingenieur aan de ULB in 1904, werd hij vanaf 1906 assistent aan deze universiteit, in 1908 docent stabiliteit, en vanaf 1919 gewoon hoogleraar. Hij werd een specialist van het gewapend beton en behoorde tot de eersten om het voorgespannen beton te bestuderen.
In 1935 berekende hij de stabiliteit voor het Eeuwfeestpaleis op de Heizel.
Van 1928 tot 1932 was hij voorzitter van de Koninklijke Belgische Vereniging van Ingenieurs. Hij was ook lid van heel wat professionele organisaties, studiegroepen of adviesorganen.